# Żur
Uzasadnienie: jedna z typowych opcji
Żur (żurek, bywa także nazywany białym barszczem) – tradycyjna zupa kuchni polskiej, przyrządzana na zakwasie z chleba lub mąki, czasem na zakwasie z płatków owsianych, o charakterystycznym lekko kwaśnym smaku, podawana na gorąco. Słowo „żur” może oznaczać zupę lub sam zakwas do jej przyrządzania. Podobnie jest z nazwą „żurek”.
Konsystencja żuru, rzadsza lub gęstsza, podobnie jak jego kwasowość, zależy od proporcji wody i zakwasu użytych do jego ugotowania. Zakwas żytni nadaje potrawie oprócz kwasowości, także lekko chlebowy aromat. Żur owsiany ma zwykle nieco łagodniejszy smak w porównaniu do żytniego. Zakwas z mąki pszennej zaś sprawia, że zupa jest łagodniejsza w smaku i ma kremową konsystencję. Zależnie od receptury, czasem przed użyciem zakwasu należy pozbyć się z niego nadmiaru mąki. Bywa też, że dodatkowo odcedza się wywar połączony z zakwasem.
We współczesnej Polsce żur (żurek, biały barszcz) jest zupą spożywaną na co dzień oraz tradycyjnie na Wielkanoc. Jest wyrobem reprezentatywnym również dla kuchni białoruskiej (жур, кісяліца), czeskiej i słowackiej oraz innych Słowian północnych.

## Pochodzenie nazwy
Nazwa żur pochodzi od dawnego niemieckiego wyrazu sūr, dziś sauer – kwaśny, (s)kisły. 
W Czechach żurek na bazie zakwasu żytniego jest znany pod nazwą kyselo (czeskie słowo kyselý – kwaśny). 
Żur był dawną słowiańską potrawą. Zanim Polacy zaczęli nazywać ją żurem, to była nazywana kisielem. W owych czasach kisiel był rzadką papką przygotowywaną z zakwasu i spożywaną na gorąco. Zakwas robiono z potłuczonego ziarna, otrąb lub mąki owsianej. Nazwa żur przyjęła się na ziemiach polskich w XV wieku.

## Właściwości zdrowotne
Zakwas, z którego na bazie wywaru mięsnego lub mięsno-warzywnego, przygotowuje się żur, powstaje w wyniku fermentacji mąki (żytniej czy pszennej) pod wpływem własnej mikroflory. Zakwas na żur możne zostać zrobiony metodą tradycyjną lub przemysłową. Domowy sposób polega na zmieszaniu w odpowiednich proporcjach mąki z przegotowaną schłodzoną wodą i dodaniu kromki chleba razowego jako startera. Całość zostaje pozostawiona w ciepłym miejscu na przeciętnie 3 dni. Powstały w wyniku fermentacji zakwas zawiera znaczną ilość kwasu mlekowego i bakterii, które go wytworzyły. Kwas mlekowy i bakterie fermentacji mlekowej wykazują pozytywne działanie na przewód pokarmowy człowieka. Kwas mlekowy obniża pH treści jelitowej, optymalizując proces trawienia i zapobiegając  zaparciom. Utrudnia wzrost niepożądanym bakteriom chorobotwórczym, zaś sprzyja rozwojowi probiotyków. Z kolei bakterie probiotyczne syntezują witaminy i produkują enzymy pozwalające na lepsze wykorzystanie składników odżywczych z pokarmu.

## Kuchnia polska
Według jednych źródeł, wersja na zakwasie żytnim jest jadana na północy i południu Polski, zakwasu pszennego zaś używa się w Polsce centralnej i na wschodzie kraju. Według innych, zakwas żytni jest powszechnie stosowany na północy Polski, na Mazowszu i Podlasiu, zakwas pszenny natomiast – na południu Polski, na Śląsku i Podhalu.

### Żur żytni i owsiany
Sam zakwas (żur) był dawniej potrawą powszednią, spożywaną przede wszystkim w czasie często obchodzonych postów. Żur i zupy z zakwasu znane były w Polsce już w XIII wieku (nazywane wtedy polewkami lub bryjami, zob. też wyżej pochodzenie nazwy). W ubogich domostwach jadany był dwa, a nawet trzy razy dziennie. Na przykład w okolicach Kamienia Małego (woj. lubuskie) gospodynie robiły zakwas na żur z razowej mąki żytniej z dodatkiem skórki razowego chleba, po czym odstawiały w ciepłe miejsce pod przykryciem na minimum 1 tydzień, w celu ukiszenia. Właściwie wykonany domowy zakwas miał przyjemny, mocno kwaśny smak. Żur owsiany był popularny zwłaszcza na Podhalu, gdzie z owsa wypiekano moskole. Współcześnie żur żytni jest znacznie popularniejszy od owsianego. Ponieważ żur był potrawą obecną w kuchni staropolskiej, stąd czasami nazywany był żurem staropolskim
Kiedyś żur był chudą, wodnistą, rzadką zupą jedzoną w czasie Wielkiego postu. W Wielki Piątek na wsiach był urządzany pogrzeb żuru i śledzia: żur był wlewany do wykopanego dołka lub był zakopywany w ziemi razem z garnkiem, zaś śledzia przybijano do drzewa, kończąc w ten symboliczny sposób czas wielkiego postu, podczas którego ludzie żywili się głównie żurem i solonymi śledziami. 
Współcześnie żur staje się sycącą zupą podawaną na Wielkanoc. Zakwas łączy się z wywarem warzywnym, mięsno-warzywnym lub mięsnym. Do doprawienia zupy używa się ziół takich jak majeranek albo kminek. Czasem do smaku dodaje się suszone grzyby, czosnek, chrzan lub zabiela się zupę niewielką ilością kwaśnej śmietany. Zupę podaje się z filetami śledziowymi, kiełbasą wędzoną lub parzoną, podrobami lub gotowanym jajkiem. Ziemniaki gotuje się razem z wywarem lub podaje osobno – pokrojone lub utłuczone. Serwowane osobno mogą być okraszone (np. stopioną słoniną lub boczkiem) i posypane koperkiem. W bardziej odświętnym wydaniu zupę podaje się w wydrążonych, okrągłych bochenkach chleba. Specjalnie wypiekane do tego celu chlebki mają u samego szczytu charakterystyczną wypustkę służącą za uchwyt – odkrojony górny fragment pieczywa służy za pokrywkę chlebowej „miski” (na fotografii). Przed nalaniem doń zupy bochenek należy podpiec w piekarniku.
W wersji postnej jako żur wigilijny gotowany jest z połączenia wywaru grzybowego, warzywnego i zakwasu na żur (zwykle nie odcedza się go z mąki). Opcjonalnie wzbogacany czosnkiem lub zabielany słodką śmietaną. Podaje się go z ugotowanymi ziemniakami, czasem też z jajkami na twardo.
Portal World Food Atlas ogłosił w dniu 30 marca 2023 roku listę najpopularniejszych zup na świecie. Polski żurek na zakwasie żytnim zajął w rankingu drugie miejsce za japońską zupą tonkotsu-rāmen jako pierwszą. 
Zakwas na żur żytni można wykorzystać do ugotowania zalewajki.

### Żur, żurek a barszcz biały
Słowo „barszcz” oznaczało pierwotnie postną zupę przygotowaną z kiszonych liści barszczu zwyczajnego (zob. osobny artykuł: barszcz). Żur, często zabielany mlekiem lub śmietaną, zaczął być nazywany barszczem białym. W przedwojennych książkach kucharskich słowo „barszcz” odnosiło się już wyłącznie do zupy na zakwasie burakowym lub żytnim, ewentualnie owsianym. 
Współcześnie istnieją niejasności, czy żur(ek) jest tożsamy z barszczem białym – temat jest źródłem sporów w środowisku kulinarnym. Wedle współczesnego słownika języka polskiego PWN, w znaczeniu zupy (na zakwasie z chleba lub mąki), nazwami żur, żurek i barszcz biały można posługiwać się wymiennie. Podobnie Wielki słownik języka polskiego PAN definiuje zarówno żur, żurek jak i biały barszcz jako zupę sporządzaną na zakwasie z chleba albo mąki lub owsianek, w przypadku białego barszczu doprecyzowując rodzaj mąki jako żytnią. Zamieszczono tam też adnotację informującą, że „występują różnice regionalne w zakresie zastosowania jednostek biały barszcz, żur i żurek, zależnie od składników, z jakich taka zupa została przygotowana”. Oba słowniki  nie wymieniają białego barszczu w znaczeniu zakwasu na zupę.
Maciej E. Halbański w swoim Leksykonie sztuki kulinarnej podał następującą definicję żuru:

Żur (n.m.) staropolska zupa (rodzaj barszczu) przyrządzana na zakwasie na ż. i zabielana mlekiem (ż. postny) lub na zakwasie połączonym z wywarem z kości i jarzyn z dodatkiem suszonych grzybów. Najlepsze ż. są gotowane z kiełbasą, wędzonym boczkiem wieprzowym, żeberkami, ogonem wieprzowym. (…)

W niektórych regionach Polski wyróżnia się żur czysty tzn. bez dodatków i barszcz biały (z dodatkiem wkrojonych ziemniaków, kawałkami kiełbasy lub boczku). 
Inni uważają, że żurek jest zupą przyrządzaną na zakwasie z mąki żytniej, zaś barszcz biały na zakwasie z mąki pszennej.
Podobnie według warszawskiej restauracji „U Fukiera” żur, żurek i barszcz biały to trzy różne, choć podobne do siebie zupy, różniące się składem, sposobem wykonania i smakiem. Żur i żurek są zakwaszanymi zupami mącznymi przygotowywanymi na bazie zakwasu żytniego. Żur jest gęstą, zawiesistą i silnie kwaskowatą zupą, w której można wyczuć otręby mąki razowej żytniej lub owsianej, podczas gdy żurek jest zupą dużo lżejszą, mniej gęstą, doprawianą do smaku liściem laurowym, majerankiem i czosnkiem. Żurek jest sporządzany niekiedy na wędzonce lub innym wywarze mięsnym np. z żeberek, boczku, białej kiełbasy i jest podawany z jajkiem ugotowanym na twardo lub ugotowaną białą kiełbasą. Barszcz biały robi się na bazie zakwasu pszennego (lub ewentualnie kwasu warzywnego czy owocowego – w tym znaczeniu zob. artykuł barszcz), w wydaniu wielkanocnym połączonego z wywarem mięsnym. Smak barszczu białego wzbogaca się przyprawami tj. ziele angielskie, liść laurowy, majeranek, czosnek, sól i pieprz. Zarówno do żuru, jak i do żurku i białego barszczu, mogą zostać dodane suszone grzyby.
Zdaniem Hanny Szymanderskiej – według relacji Adama Chrząstowskiego – różnica między zalewajką, białym barszczem i żurkiem polega na stopniu skomplikowania i na bogactwie składników. Zalewajka jest potrawą jarską, gotowaną na wywarze warzywnym – zalewa się nią ugotowane ziemniaki podane na talerzach. Dawniej była zupą wręcz ubogą, podawaną często bez omasty. Barszcz biały był od niej znacznie bogatszy, był zabielany, często gotowany na mięsnym wywarze, czasem serwowany z dodatkiem białej kiełbasy. Żurek wreszcie był zupą odświętną, jadaną zwłaszcza na Wielkanoc – jednogarnkową i gęstą od obfitości składników, przez to niewymagającą już dodatku śmietany. Dodawano do niego ziemniaki, grzyby, białą i wędzoną kiełbasę i jajka na twardo.
Zarówno żurek, jak i barszcz biały, mają wiele regionalnych odmian.

### Lista produktów tradycyjnych
Zakwasy lub zupy przyrządzane na zakwasie z produktów zbożowych (mąka, chleb, ziarna, płatki), ze słowem „żur” lub „żurek” w nazwie, znajdujące się na polskiej Liście produktów tradycyjnych (stan na 10 kwietnia 2024): „żur kujawski” (woj. kujawsko-pomorskie), „żur żukowski” (woj. lubelskie), „żur z ziołami” (woj. lubuskie), „jeżowski żur z ziemniaczkami” (woj. łódzkie), „żurek po krakowsku” (woj. małopolskie), „żur żyniaty/żur żeniaty” (woj. opolskie), „żur rzeszowski” (woj. podkarpackie), „żur z Kaszub” (woj. pomorskie), „żur śląski” (woj. śląskie), „żur z tłuczonymi kartoflami (ziemniakami)” (woj. śląskie), „żurek siewierski” (woj. śląskie), „jurajski żur na grzybach” (woj. śląskie), „żur na kiełbasie” (woj. wielkopolskie).
Zupy z wyrażeniem „biały barszcz” lub „barszcz biały” w nazwie, przyrządzane j.w., znajdujące się na Liście produktów tradycyjnych (stan na 10 kwietnia 2024): „barszcz biały wielkanocny” (woj. podkarpackie).
Na liście znajduje się też „boszcz z chrzanem z Chrząblic” (woj. wielkopolskie, żur przygotowywany na zakwasie żytnim), „keselica / kysielnica / kysyłycia” czyli żur łemkowski (woj. dolnośląskie, na zakwasie owsianym) oraz „kiszczok” znany również jako „kiszok”, „kliszczanka” lub „żurek kiszczonka” (woj. kujawsko-pomorskie; zakwaszana żurem żytnim zupa na wywarze po gotowaniu świńskich podrobów)/
Wpisane na listę potrawy „łubnicki żur smażony” (woj. łódzkie) i „śląski żur na maślance” (woj. opolskie) to zupy przygotowywane na maślance.

## Galeria

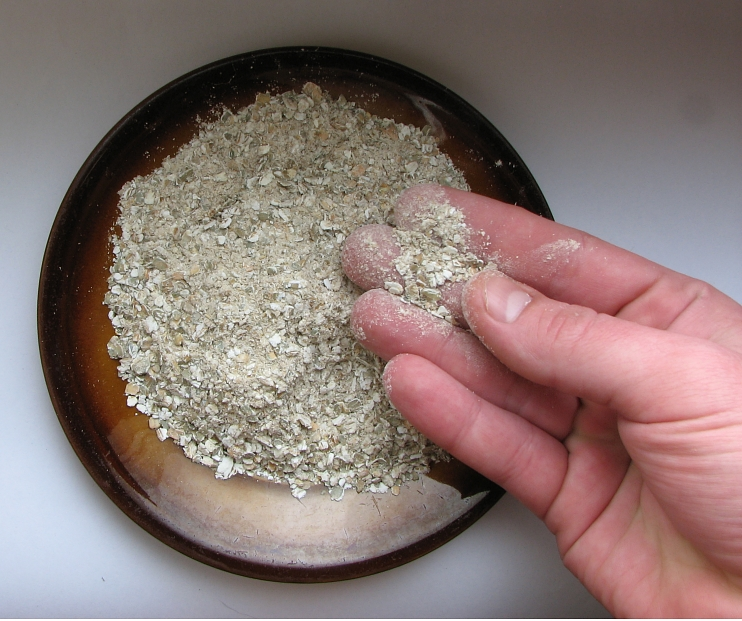
Mąka na żurek
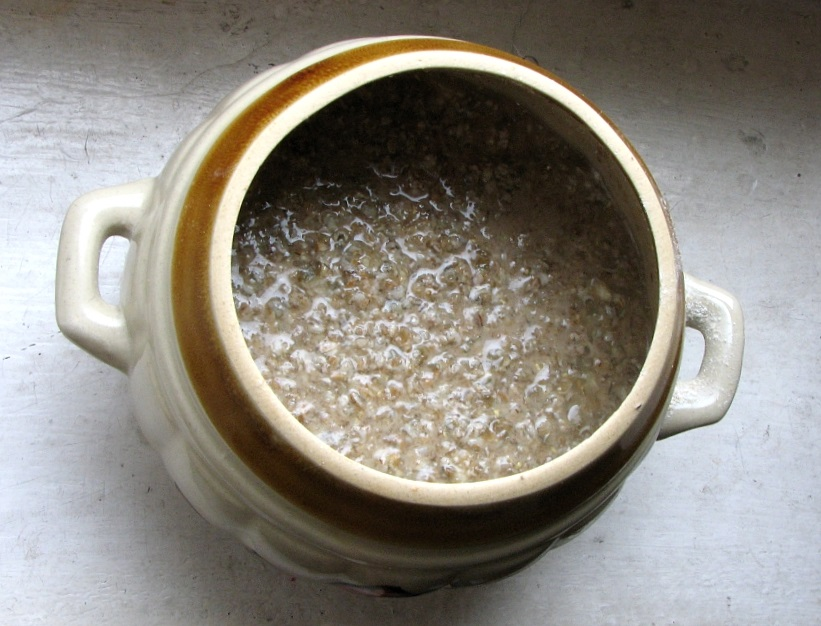
Zakwas na żurek
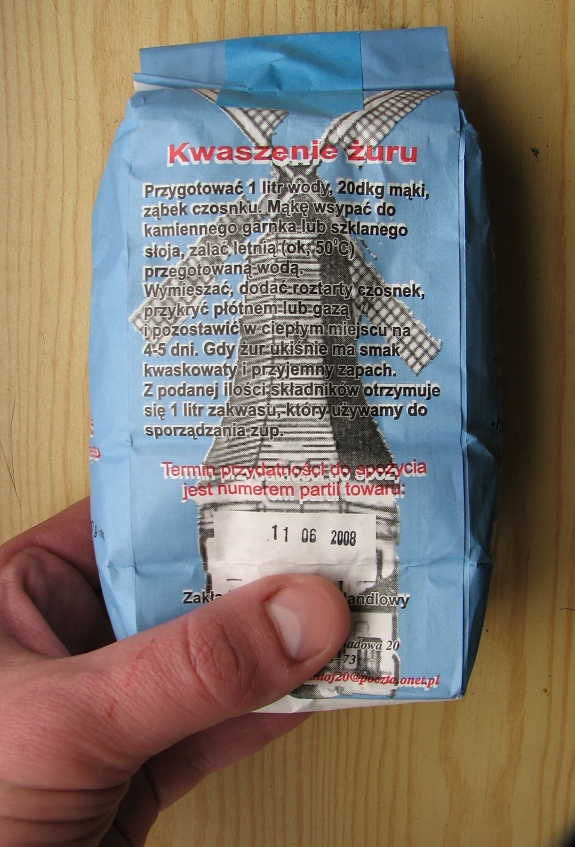
Mąka na żur w opakowaniu z opisem
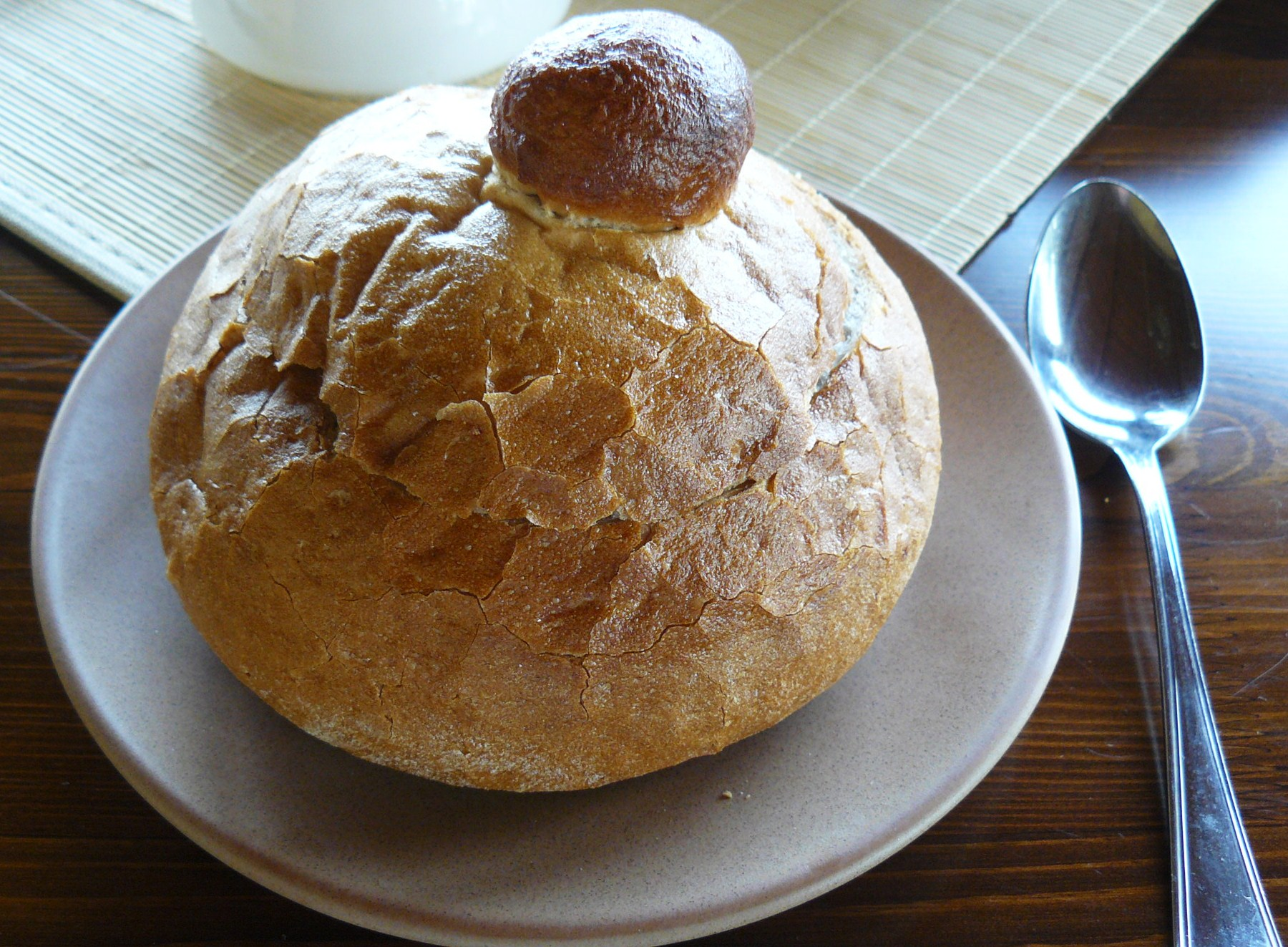
Żurek podany w chlebku z charakterystyczną wypustką u góry
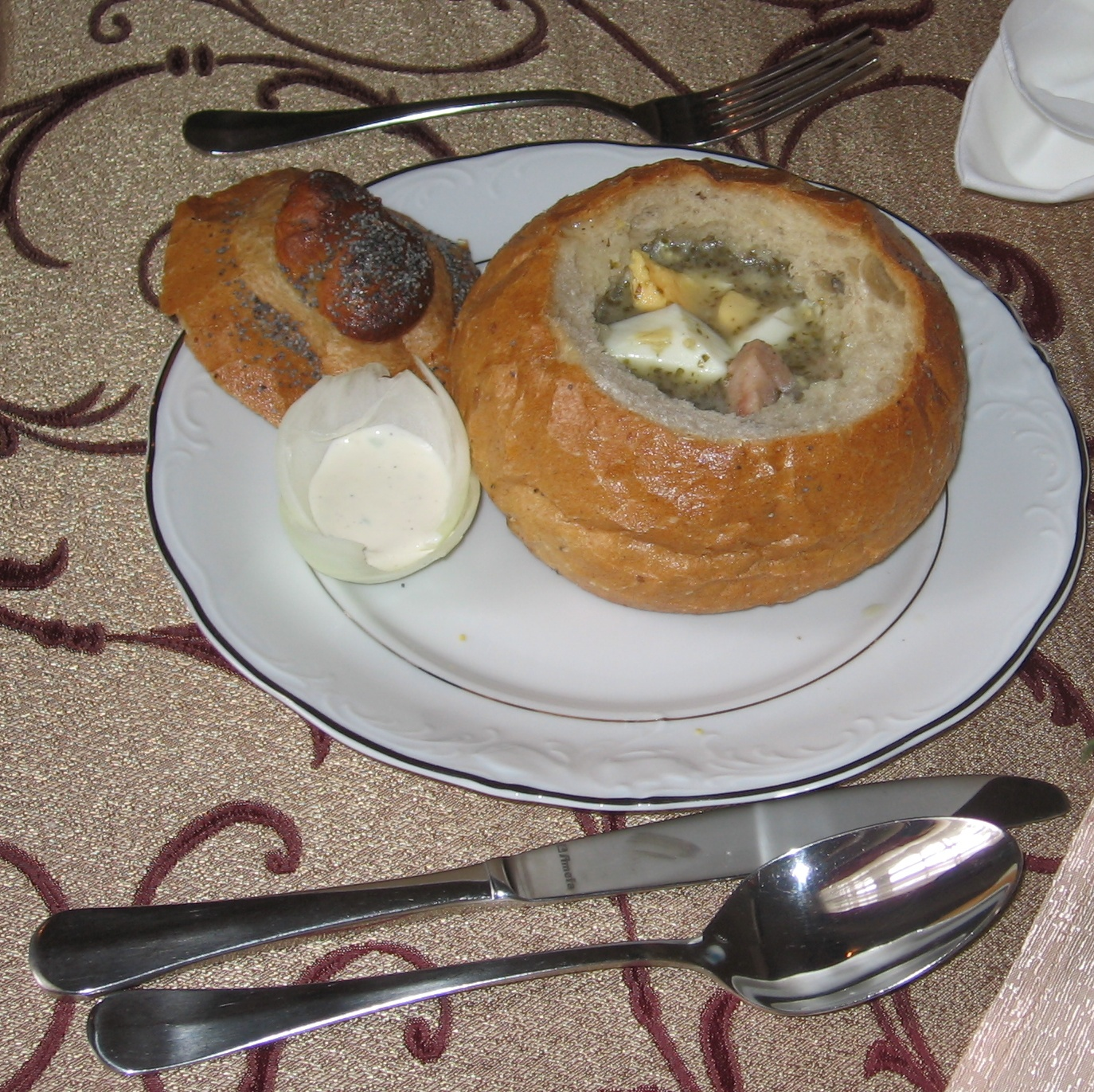
Żurek podany w chlebie
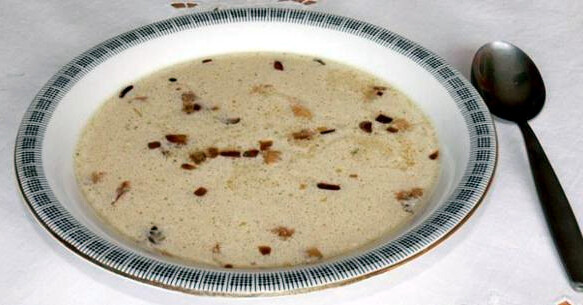
„Jeżowski żur z ziemniaczkami” wpisany na polską „Listę produktów tradycyjnych”